# Hexatoma (Eriocera) elongatissima
Hexatoma (Eriocera) elongatissima is een tweevleugelige uit de familie steltmuggen (Limoniidae). De soort komt voor in het Oriëntaals gebied.